# Superficie específica

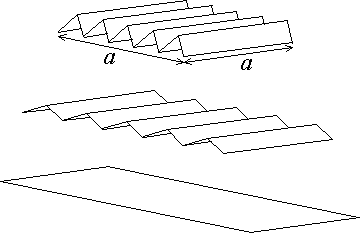
Si la superficie posee surcos, en este esquema representados con hendiduras de sección triangular, su área superficial es mayor.

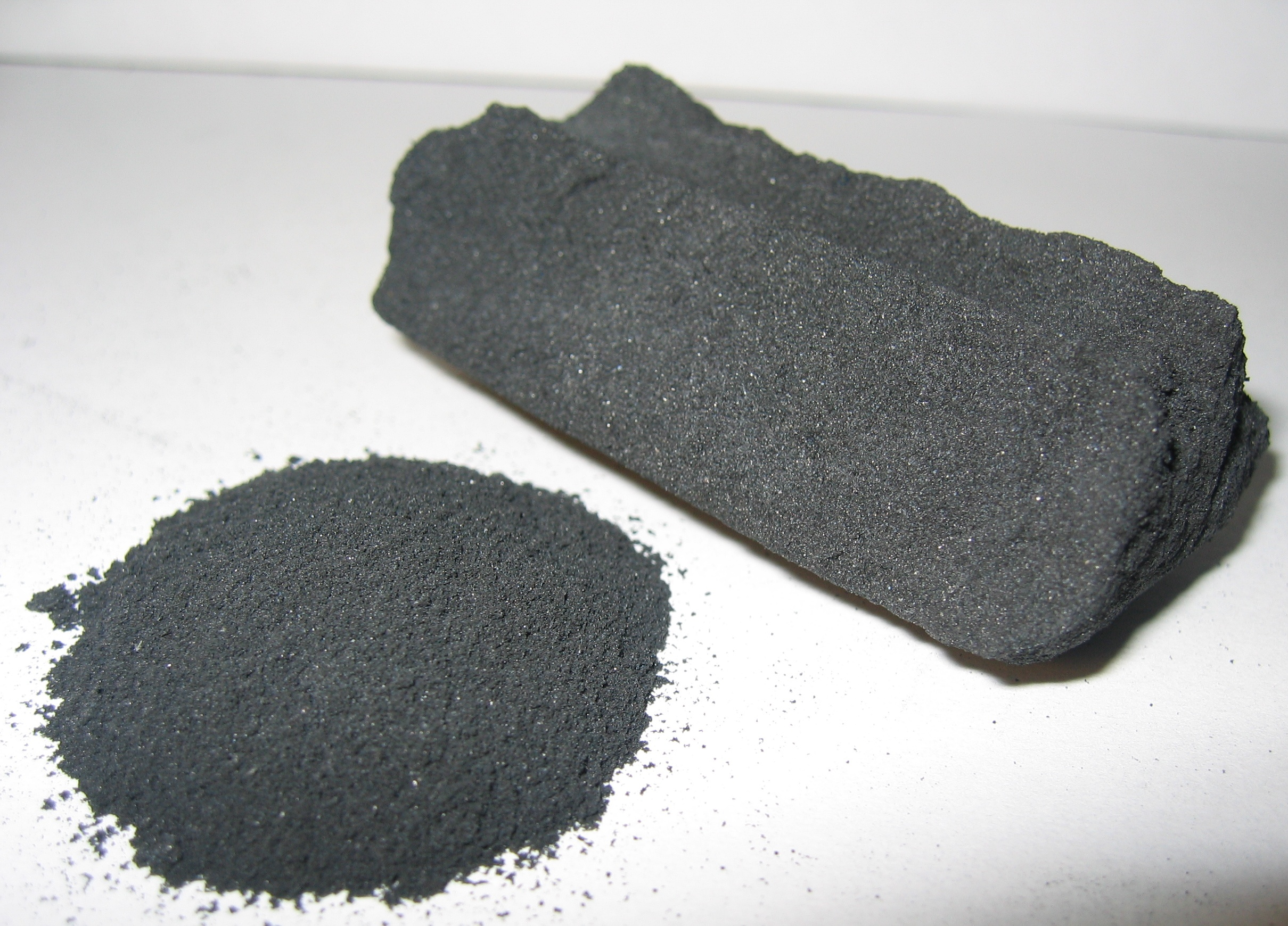
El carbón activado es uno de los materiales con más superficie específica. Tiene 500 metros cuadrados por cada gramo.

La superficie específica es una propiedad de los sólidos la cual es la relación entre el área superficial total y la masa del sólido, o volumen en bruto, o área en la sección transversal.
Es una magnitud científica derivada que puede ser utilizada para determinar el tipo y propiedades de un material (por ejemplo tierra). Se la define tanto como área superficial dividida por masa (en cuyo caso sus unidades son m²/kg), o área superficial dividida por el volumen (en cuyo caso sus unidades son m²/m³ o m-1).
Es una magnitud que posee especial importancia en el caso de análisis de adsorción, catálisis heterogénea, y reacciones en superficies.

## Medición
El valor obtenible de superficie específica depende en gran medida del método de medición utilizado.

### Cálculo
La superficie específica se puede calcular de una manera simple a partir de conocer la distribución de tamaños de partículas, y realizando alguna suposición sobre la forma de las partículas. Este método sin embargo, no toma en cuenta la superficie asociada a la textura superficial de las partículas.

### Adsorción
La superficie específica se puede medir mediante la técnica de adsorción utilizando la isoterma BET. Esto posee la ventaja de que permite medir la superficie de las estructuras finas y la textura interior de las partículas.

### Permeabilidad de gas
Este método depende de la relación entre la superficie específica y la resistencia al paso de un flujo de gas a través de un lecho de polvo poroso. El método es simple y rápido, y su resultado en general se correlaciona bien con la reactividad química del polvo. Sin embargo, no permite medir una gran proporción de la textura superficial profunda de las partículas.